# Теракт в поезде Неаполь — Милан
Террористический акт в поезде Неаполь — Милан, иначе Теракт в скором поезде 904 (итал. Strage del Rapido 904) или Рождественский теракт (итал. Strage di Natale) — взрыв 23 декабря 1984 года в скором поезде № 904, следующем по маршруту Неаполь — Милан, в Большом Апеннинском туннеле неподалёку от Сан-Бенедетто-Валь-ди-Самбро.

## История
23 декабря 1984 года скорый поезд № 904 отправился с неапольского вокзала Napoli Centrale и прибыл по расписанию на вокзал Santa Maria Novella во Флоренции, где неизвестный положил два тяжёлых чемодана на багажную полку вагона № 9. Поезд тронулся, через некоторое время на полной скорости втянулся в Большой Апеннинский туннель, и в 19:06 неустановленный преступник посредством дистанционного взрывателя привёл в действие заряд, подложенный в упомянутые чемоданы в девятом вагоне. В результате произошедшего взрыва 16 человек погибли сразу, один умер позднее, 267 были ранены. Поезд остановился в восьми километрах от южного входа в туннель и в десяти — от северного, к которому направлялся в момент взрыва. Выжившие пассажиры пошли пешком по туннелю к северному выходу и на середине пути, около 20:20 встретили первую группу спасателей — пожарных из Сан-Бенедетто-Валь-ди-Самбро.
По обвинению в причастности к теракту были осуждены мафиози Пиппо Кало и Гвидо Черкола (Guido Cercola). 14 апреля 2015 года флорентийский судья ассизы Этторе Никотра (Ettore Nicotra) оправдал за недостатком улик босса мафии Сальваторе Риина, который долгое время считался заказчиком преступления. Группа неаполитанских следователей выявила также сходство между взрывом поезда 904 и рядом терактов 1992—1994 годов, включая убийства Джованни Фальконе и Паоло Борселлино. Мотивом взрыва называлось стремление отвлечь правоохранительные органы от расследования деятельности мафии после разоблачений Томмазо Бушетты.
22 апреля 2014 года председатель Совета министров Италии Маттео Ренци подписал директиву о рассекречивании, в связи с истечением установленного законом 40-летнего срока, всех документов государственных архивов, имеющих отношение к девяти тяжёлым преступлениям прошлого, начиная с теракта на Пьяцца Фонтана в Милане (1969 год) и заканчивая взрывом поезда № 904 (1984 год). Это правительственное распоряжение было опубликовано 2 мая 2014 года.